# Sagami-gawa
Le fleuve Sagami (相模川, Sagami-gawa) est un fleuve du Japon prenant sa source au lac Yamanaka et se jetant dans l'océan Pacifique au niveau de la baie de Sagami. Il est aussi appelé rivière Katsura (桂川, Katsura-gawa) sur la première partie de son cours.

## Géographie
Le fleuve Sagami, long de 109 km, prend sa source à 981 m d'altitude au niveau du lac Yamanaka, l'un des cinq lacs du mont Fuji. Il suit d'abord un cours orienté vers le nord puis l'est au sein des monts Tanzawa, puis traverse la plaine de Kantō vers le sud et se jette dans la baie de Sagami au niveau des villes de Hiratsuka et Chigasaki.